# Baie occidentale (métro de Doha)
Baie occidentale (en arabe : الخليج الغربي, en anglais : West Bay) est une station sur la ligne Rouge du Métro de Doha. Elle est ouverte en 2019.

## Histoire
La station est mise en service le 8 mai 2019.

## Services aux voyageurs

### Intermodalité
- Metrolink : M106 (Onaiza 65)
- Metrolink : M107 (Lejbailat)
- Metrolink : M150 (Al Dafna 60)
- Metroexpress : Onaiza 63 & 65, Al Dafna 60&61, Al Jazi Gardens, Ministry of Transport and Communications, Sheraton Park, Corniche, Ashghal, Qatar Financial Center, New Onaiza Park, The Lebanese School, Qatar International School, Lycée Bonaparte, Indian Embassy